# Pectiniunguis fijiensis
Pectiniunguis fijiensis är en mångfotingart som först beskrevs av Chamberlin 1920.  Pectiniunguis fijiensis ingår i släktet Pectiniunguis och familjen småjordkrypare.
Artens utbredningsområde är Fiji. Inga underarter finns listade i Catalogue of Life.